# Viento del norte
Viento del norte è un film del 1954 diretto da Antonio Momplet.